# Intervision (Fernsehen)
Intervision  (russisch: Интервидение, polnisch: Interwizja) war eine 1960 gegründete Einrichtung der Organisation Internationale de Radiodiffusion et de Télévision zum Austausch von Fernsehprogrammen der damaligen Ostblockländer untereinander und mit der Eurovision. Die gemeinschaftlichen Intervisions-Übertragungen wurden musikalisch von einer 1971 von Dmitri Schostakowitsch hierfür komponierten Fanfare eingeleitet.
Die Gemeinschaft mit der Koordinierungszentrale in Prag wurde analog zur Eurovision am 30. Januar 1960 mit den Fernsehanstalten von Volksrepublik Ungarn, Volksrepublik Polen, der DDR und der ČSSR gegründet. Kurze Zeit später traten das zentrale Fernsehen der UdSSR sowie die Fernsehanstalten Volksrepublik Bulgariens (1961), Volksrepublik Rumäniens (1962) und der Mongolischen Volksrepublik bei. Die Übernahme bzw. Übergabe der Bildmodulation an die ČSSR und Ungarn erfolgte durch technische Unzulänglichkeiten zunächst noch terrestrisch über Kabel und Richtfunkstrecken, später mit Hilfe sowjetischer Satelliten. Neben diesen Staaten waren als einzige Fernsehgesellschaften blockfreier Länder der österreichische ORF und die finnische YLE Mitglieder. In geringerem Umfang kam es auch zu einem Programmaustausch mit der Eurovision.
Von 1977 bis 1980 organisierte die Intervision den Intervision-Liederwettbewerb als Konkurrenzveranstaltung zum Eurovision Song Contest.